# Tata Safari
Tata Safari – samochód osobowy typu SUV koncernu Tata Motors.

## Historia modelu

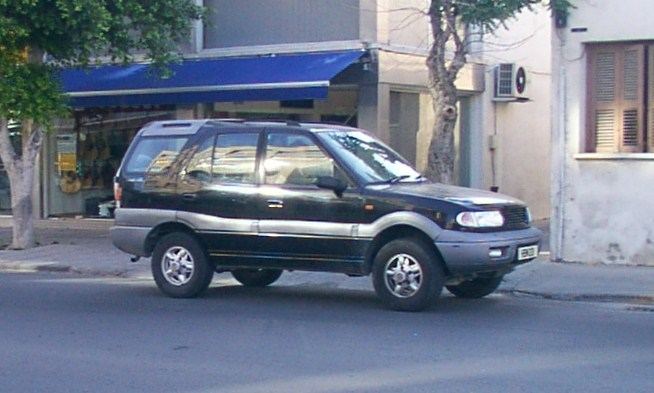
Tata Safari I generacji

Debiut pierwszej generacji miał miejsce na Delhi Auto Show w 1997 roku. W Indiach do sprzedaży wszedł w 1998 roku. Debiut drugiej generacji miał miejsce na Delhi Auto Show 2006. Trafił do sprzedaży w 2006 roku. W Wielkiej Brytanii Safari jest sprzedawane jako Tata Leisure. Jego sprzedaż również prowadzona jest poza Indiami wyłącznie w Europie. Model jest konstrukcją własną koncernu, choć ma wiele wspólnych cech z Nissanem Terrano II i Fordem Maverick. We wrześniu  2008 roku firma Marubeni Motors rozpoczęła import tego modelu oraz trzech innych do Polski.

## Dane techniczne
Wymiary [mm]
- Długość całkowita – 4810
- Szerokość całkowita bez stopnia bocznego/ze stopniem bocznym –	1810/1918
- Wysokość całkowita – 1925
- Zwis przedni – 945
- Zwis tylny – 1043
- Rozstaw osi – 2650
- Rozstaw kół przednich – 1500
- Rozstaw kół tylnych – 1470
- Prześwit nadwozia – 205

Masa [kg]
- Masa własna pojazdu – 1980
- Dopuszczalna masa całkowita pojazdu – 2780

Silnik
- 2.2 DICOR (EURO IV) o zapłonie samoczynnym z bezpośrednim wtryskiem paliwa typu common rail z turbodoładowaniem i chłodnicą międzystopniową
- Liczba cylindrów 	4 w układzie rzędowym

Skrzynia biegów
- Manualna GBS-76 z synchronizacją wszystkich biegów z elektrycznym sterowaniem mechanizmu przełączającego i elektrycznym sterownikiem
- Maksymalna prędkość [km/h] 	160

Inne
- Zawieszenie przednie – podwójne wahacze z drążkami skrętnymi
- Zawieszenie tylne – 5-drążkowe ze sprężynami śrubowymi
- Układ hamulcowy – sterowany hydraulicznie z niezależnymi obwodami przednich i tylnych hamulców + ABS
- Hamulce - przednie (tarczowe wentylowane) tylne (bębnowe)